# Belotus argentinus
Belotus argentinus is een keversoort uit de familie soldaatjes (Cantharidae). De wetenschappelijke naam van de soort werd in 1872 gepubliceerd door Edouard Steinheil.